# Dusona assita
Dusona assita är en stekelart som först beskrevs av Norton 1863.  Dusona assita ingår i släktet Dusona och familjen brokparasitsteklar. Inga underarter finns listade i Catalogue of Life.